# Barton Fink
Barton Fink – amerykańsko-brytyjska tragikomedia z 1991 roku w reżyserii braci Coen. Zdjęcia kręcono w Los Angeles i Malibu.

## Opis fabuły
Ameryka lat 40. Barton Fink jest początkującym dramaturgiem, który odnosi sukces na Broadwayu. Otrzymuje zlecenie od Jacka Lipnicka z wytwórni filmowej w Hollywood, by napisał scenariusz do filmu o zapaśnikach. Pisarz jedzie do Los Angeles, zamieszkuje w hotelu i przeżywa kryzys twórczy.

## Główne role
- John Turturro – Barton Fink
- John Goodman – Charlie Meadows
- Judy Davis – Audrey Taylor
- Michael Lerner – Jack Lipnick
- John Mahoney – W. P. Mayhew
- Tony Shalhoub – Ben Geisler
- Jon Polito – Lou Breeze
- Steve Buscemi – Chet